# Bief de Vitry-aux-Loges
Le bief de Vitry-aux-Loges  est une section du canal d'Orléans faisant partie du versant Loire du canal. D’une longueur de 1 340 m, il est situé sur la commune de Vitry-aux-Loges.
Il est bordé en amont par l’écluse de Moulin-Rouge et, en aval, par l’écluse de Vitry-aux-Loges.

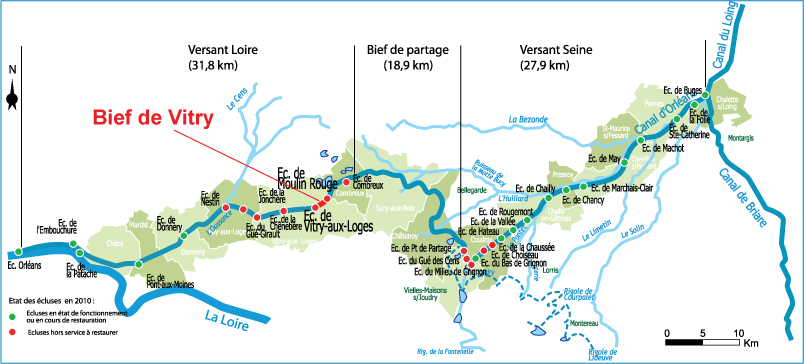
Situation du bief de Vitry-aux-Loges sur le canal d’Orléans.

## Historique
Après le creusement par Robert Mahieu d’un premier tronçon entre Vieilles-Maisons-sur-Joudry et Buges entre 1676 et 1678 et son ouverture au transport du bois et du charbon, la construction du canal jusqu’à la Loire est entreprise de 1681 à 1687 et est inaugurée en 1692. La construction du bief de Vitry-aux-Loges et de l’écluse de Vitry-aux-Loges est réalisée dans cette deuxième phase.
De 1692 à 1793 le canal est en plein essor. De 1 500 à 2 000 bateaux remontent par an la Loire depuis Nantes pour gagner Paris. En 1793 le canal devient bien national. De 1807 à 1860, le canal est géré par une société privée, la Compagnie des canaux d’Orléans et du Loing, puis en 1863 sa gestion est confiée aux Ponts et Chaussées pour 91 ans
De 1908 à 1921, alors que le trafic de marchandises par voie fluviale est en pleine régression, des travaux prolongation du canal entre Combleux et Orléans sont entrepris. Avec l’extinction complète du trafic, le canal est déclassé en 1954 des voies navigables et entre dans le domaine privé de l’État.
En 1978 est créé le Syndicat Mixte de Gestion du Canal d'Orléans, qui a pour objet la gestion, la promotion et l’animation de l’ensemble du domaine du canal. En 1984, le département du Loiret prend la gestion du domaine pour 50 ans, laissant au Syndicat la gestion courante du domaine, qui reste toujours propriété de l’État.

## Bief de Vitry-aux-Loges

### Descriptif
Le bief de Vitry-aux-Loges s’étend sur une longueur de 1 340 m entre l’écluse de Moulin-Rouge en amont et l’écluse de Vitry-aux-Loges en aval. Il est situé sur la commune de Vitry-aux-Loges.
Le bief dispose de deux aires de retournement permettant d'envisager un retournement aisé pour la plupart des bateaux de plaisance. Ces aménagements se distinguent par un élargissement conséquent du canal, au minimum de 4 m, sur une longueur maximale de 12 m. Elles sont situées en amont de l’écluse de Vitry-aux-Loges pour l’un et au lieu-dit « les Petits Moreaux » pour l’autre.

### Travaux de réhabilitation du canal
Dans le cadre du projet de restauration du canal, des travaux de curage des fonds du bief et de protection des berges sont nécessaires.

#### Curage
Les exigences liées à la remise en navigation du canal imposent le gabarit suivant sur le canal : une hauteur d’eau minimale de 1,40 mètre, correspondant à un tirant d’eau de 1,20 mètre et 0,20 mètre de pied de pilote et une largeur de canal en plafond de 8 mètres au moins. Ceci conduira à réaliser des travaux de curage des fonds des biefs pour libérer le tirant d’eau nécessaire aux bateaux. Sur le bief de Vitry-aux-Loges, un volume total de l’ordre de 1 626 m3 de vases est à curer, soit, pour une longueur de bief curable de 1 280 m, un volume moyen de l’ordre de 1,2 m3/ml.
Selon l’étude stratégique de 2004, la réalisation de ces travaux de curage est proposée dans le scénario à moyen terme, à savoir pour une remise en navigation à l’horizon 2020.

#### Protections de berges
640 mètres de berges naturelles sont à protéger dans le cadre du projet de réhabilitation du canal, pour un coût estimé en 2009 à 64 000 euros HT.

## Écluse de Vitry-aux-Loges
Longueur sas : 39.6 m,
Largeur sas :5.2 m,
Cote bief amont : 116.38
Cote bief aval : 113.61 
Cote bajoyer : 117.11
L’écluse de Vitry-aux-Loges présente une longueur de sas de 40 mètres, pour une largeur de 5 mètres. Les cotes NGF des différents éléments caractéristiques de l’écluse sont les suivantes  bief amont : 116,38, bief aval : 113,61, niveau supérieur du bajoyer : 117,11. La hauteur de chute est donc de 3 mètres.
L’écluse de Vitry-aux-Loges n’est pas fonctionnelle en l’état. Sa réfection s’inscrit dans le cadre du scénario à moyen terme, à savoir une remise en navigation à l’horizon 2020. Les bajoyers présentent de nombreuses traces de calcite, des pierres émoussées et de la végétation parasite et doivent être réparés. À l’amont, il n’y a pas de porte, mais un batardeau en béton. À l’aval les portes sont ruinées et l’étanchéité est compromise. Ainsi les portes amont et aval doivent être remplacées par des portes neuves. Le batardeau en béton doit être démoli et évacué. Une nouvelle passerelle adaptée aux piétons et véhicules légers.doit également être posée.

## Pour approfondir